# Timothy Casey
Pour les articles homonymes, voir Casey.
Timothy Casey, né le 20 février 1862 à Flume Ridge au Nouveau-Brunswick et décédé le 6 octobre 1931 à Vancouver en Colombie-Britannique, était un homme religieux canadien de l'Église catholique. Il a été l'archevêque de l'archidiocèse de Vancouver de 1912 à 1931.

## Biographie
Timothy Casey est né le 20 février 1862 à Flume Ridge au Nouveau-Brunswick au Canada. En 1885, il a été ordonné prêtre au sein du diocèse de Saint-Jean au Nouveau-Brunswick.
En 1900, il a été consacré évêque titulaire de Uthina (de) et en 1901, il est nommé évêque du diocèse de Saint-Jean au Nouveau-Brunswick. En 1912, il a été nommé archevêque de l'archidiocèse de Vancouver en Colombie-Britannique.
Timothy Casey décéda le 6 octobre 1931 à l'âge de 69 ans.

## Succession apostolique
Timothy Casey a ordonné les évêques suivants :
- Évêque Émile-Marie Bunoz (de), O.M.I. (1917)
- Archevêque William Mark Duke (1928)